# Журавльова (Тугулимський міський округ)
Журавльо́ва (рос. Журавлёва) — присілок у складі Тугулимського міського округу Свердловської області.
Населення — 145 осіб (2010, 157 у 2002).
Національний склад станом на 2002 рік: росіяни — 95 %.